# Николаевка (Фёдоровский район, Башкортостан)
Никола́евка (баш. Николаевка) — деревня в Фёдоровском районе Башкортостана. Относится к Дедовскому сельсовету.

## География
Расстояние до:
- районного центра (Фёдоровка): 7 км,
- центра сельсовета (Дедово): 5 км,
- ближайшей ж/д станции (Мелеуз): 72 км

## Население
| 2002 | 2009 | 2010 |
| ---- | ---- | ---- |
| 39   | →39  | ↘18  |

Национальный состав
Согласно переписи 2002 года, преобладающая национальность — русские (97 %).